# 富民桥
39°05′00″N 117°14′47″E / 39.08321°N 117.24647°E富民桥，是天津市中心城区内的一座跨海河的桥梁，连接富民路与洞庭路。富民桥整体造型设计为船形，主桥结构为单塔空间索面自锚式悬索桥。桥塔为独柱，桥面以上塔高约58米，主跨主缆采用三维空间线形，在立面及平面皆为抛物线形，边跨主缆采用一组缆索不加竖向吊索形式，这种结构形式为国内首创。
富民桥全长340.3米，主跨157.081米跨越海河，边跨86.4米跨越城市主干道，桥梁全宽38.6米。为减少桥面宽度节省用钢量，5米宽的人行道悬挂于钢箱梁之下，让游客更加贴近于自然，观光海河风光。
富民桥于2005年规划兴建，2008年5月5日上层主桥由北向南方向率先实现单向通车，成为连接天津市河东区、河西区的跨海河通道，缓解了周边海津大桥的交通压力。